# Masai Russell
Masai Russell (Washington D.C., 17 juni 2000) is een Amerikaans atlete, die zich heeft toegelegd op het hordelopen. Zij nam eenmaal deel aan de Olympische Spelen en veroverde bij die gelegenheid een gouden medaille.

## Loopbaan

### Ontwikkeling op de horden
Russell veroverde haar eerste medaille op een internationaal toernooi bij de Pan-Amerikaanse U20 kampioenschappen in Trujillo in 2017. Ze was net zeventien toen ze daar op de 400 m horden brons veroverde in 57,77 s. Veel progressie op dit onderdeel maakte ze in de jaren die volgden echter niet. Dat deed ze wel op de 100 m horden, want na 13,80 s in 2018 en 13,18 in 2019 dook Russell op dit horde-onderdeel in 2021 met 12,90 door grens van 13 seconden. In 2022 schaafde zij opnieuw met 12,71 bijna twee tienden van haar persoonlijk record af en in 2023 scheerde zij al in 12,36 over de horden. Daarmee stond zij dat jaar op de wereldranglijst op de vijfde plaats. Haar PR op de 400 m horden had zij toen inmiddels bijgesteld tot 54,66.

### NCAA-resultaten en WK-debuut
Inmiddels had Russell zich in 2019 als studente aangemeld bij de Universiteit van Kentucky en dus nam zij sindsdien ook deel aan het Amerikaanse NCAA-atletiekprogramma. In 2021 resulteerde dat op de 100 m horden voor het eerst in een finaleplaats bij de NCAA-outdoorkampioenschappen. Nadat zij eerder eind mei in de NCAA East Preliminary de reeds genoemde 12,90 had gelopen, kwam zij tijdens de NCAA-kampioenschappen in juni in de halve finale eerst tot 12,93, waarna zij in de finale zesde werd in 12,97. Nog geen medaille weliswaar, maar de grens van 13 seconden had zij nu definitief geslecht. In de twee volgende jaren veroverde Russell in totaal zeven zilveren en bronzen NCAA-medailles, verdeeld over vier verschillende onderdelen. 
Op de Amerikaanse kampioenschappen van 2023 werd Russell derde, waarmee zij zich kwalificeerde voor de wereldkampioenschappen in Boedapest. In de Hongaarse hoofdstad ging het in de halve finale van de 100 m horden echter mis en haalde zij de finish niet.

### Goud op OS
In de aanloop naar de Olympische Spelen van Parijs veroverde Russell, nu op de 60 m horden, bij de Amerikaanse indoorkampioenschappen haar tweede bronzen kampioenschapsplak, waarmee zij haar uitzending naar de WK indoor in Glasgow veiligstelde. Daar viel zij met haar 7,81 net buiten het podium. Het leek bij Russell zo langzamerhand een net-niet verhaal te gaan worden.
Op de Amerikaanse kampioenschappen, waar tevens de tickets voor deelname aan de Spelen in Parijs moesten worden verdiend, wist Russell het tij te keren. In 12,25 veroverde zij op de 100 m horden haar eerste nationale titel en verbeterde zij tevens het 24 jaar oude kampioenschapsrecord van 12,33 van Gail Devers. Haar winnende tijd was bovendien de vierde beste tijd ooit.
De finale op de 100 m horden op de Spelen in Parijs werd een strijd op het scherp van de snede. Masai Russell, de Franse kersverse Europese kampioene Cyréna Samba-Mayela en olympisch kampioene van 2020 Jasmine Camacho-Quinn uit Puerto Rico gingen vrijwel gelijk over de finish, zodat er een foto aan te pas moest komen om de exacte volgorde vast te stellen. Daaruit bleek dat Russell met 12,33 het goud had gewonnen, terwijl het zilver met 12,34 naar Samba-Mayela ging en het brons met 12,36 naar Camacho-Quinn. Het was het absolute hoogtepunt uit de carrière van Masai Russell.

## Titels
- Olympisch kampioene 100 m horden - 2024
- Amerikaans kampioene 100 m horden - 2024

## Persoonlijke records
Outdoor
| Onderdeel    | Tijd             | Datum        | Plaats |
| ------------ | ---------------- | ------------ | ------ |
| 100 m horden | 12,25 (+0,7 m/s) | 30 juni 2024 | Eugene |
| 400 m horden | 54,66            | 10 juni 2023 | Austin |

Indoor
| Onderdeel   | Tijd | Datum         | Plaats      |
| ----------- | ---- | ------------- | ----------- |
| 60 m horden | 7,75 | 11 maart 2023 | Albuquerque |

## Palmares

### 60 m horden
- 2022:  NCAA-indoorkamp. – 7,95 s
- 2023:  NCAA-indoorkamp. – 7,75 s
- 2024:  Amerikaanse indoorkamp. – 7,80 s
- 2024: 4e WK indoor – 7,81 s (in ½ fin. 7,79 s)

### 100 m horden
- 2021: 6e NCAA-kamp. – 12,97 s (+0,4 m/s)
- 2022:  NCAA-kamp. – 12,81 s (-0,2 m/s)
- 2023:  NCAA-kamp. – 12,32 s (+3,8 m/s)
- 2023:  Amerikaanse kamp. – 12,46 s (+0,4 m/s)
- 2023: DNF in ½ fin. WK (in serie 12,60 s)
- 2024:  Amerikaanse kamp. – 12,25 s (+0,7 m/s)
- 2024:  OS – 12,33 s (-0,3 m/s)

### 400 m horden
- 2017:  Pan-Amerikaanse U20 kamp. – 57,55 s
- 2022: 4e NCAA-kamp. – 55,83 s
- 2022: 6e Amerikaanse kamp. – 55,66 s
- 2023:  NCAA-kamp. – 54,66 s

### 4 x 100 m
- 2022:  NCAA-kamp. – 56,51 s
- 2023:  NCAA-kamp. – 42,46 s

1972: Annelie Ehrhardt ·
1976: Johanna Schaller ·
1980: Vera Komisova ·
1984: Benita Fitzgerald-Brown ·
1988: Jordanka Donkova ·
1992: Voula Patoulidou ·
1996: Ludmila Engquist ·
2000: Olga Sjisjigina ·
2004: Joanna Hayes ·
2008: Dawn Harper ·
2012: Sally Pearson ·
2016: Brianna Rollins ·
2020: Jasmine Camacho-Quinn ·
2024: Masai Russell